# Zaragoza (La Libertad)
Zaragoza è un comune del dipartimento di La Libertad, in El Salvador.
La chiesa del Pilar, omonima di quella originale costruita nella Saragozza spagnola, costruita agli inizi del XIX secolo, fu distrutta nel 2006 .